# La noche de los muertos vivientes (película de 1990)
La noche de los muertos vivientes es una película de terror estadounidense de 1990 dirigida por Tom Savini. Es una versión de la película homónima dirigida por George A. Romero en 1968. El propio Romero colaboró en esta nueva versión como guionista y productor ejecutivo. La cinta está protagonizada por Tony Todd y Patricia Tallman.

## Argumento
Los hermanos Barbara y Johnnie visitan la tumba de su madre en un remoto cementerio en Pensilvania. Durante la visita, Barbara es atacada por un zombi y su hermano intenta ayudarla. Pero este muere tras golpear su cabeza con una tumba. Barbara huye del lugar y se refugia en una granja aparentemente abandonada. En su interior, descubre un grupo de zombis. Pero un hombre llamado Ben llega a la casa y la ayuda a deshacerse de las criaturas. Tras esto, ambos comienzan a tapiar las puertas y ventanas para evitar que entren más zombis.
Barbara y Ben descubren a más personas que se estaban escondiendo en el sótano de la casa: el matrimonio de Helen y Harry Cooper, así como su hija Sarah, que había sido mordida por un zombi, y la pareja de jóvenes Tom Bitner y Judy Rose Larson. El grupo de personajes discute acerca de cuál es la mejor manera de enfrentar la situación que están viviendo. Harry cree que todos deben entrar al sótano y bloquear la puerta hasta que lleguen las autoridades, mientras que Ben considera que el sótano es una «trampa mortal» y lo más conveniente sería fortificar la casa, lo que al menos les daría más opciones de escape. Los Cooper deciden volver al sótano, y el resto continúa reforzando las puertas y ventanas. El ruido termina atrayendo un mayor número de zombis, los cuales rodean la casa.
El grupo decide escapar del lugar utilizando la furgoneta de Ben, llenando primero su estanque de gasolina con una bomba que está a algunos metros de la casa. Tras encontrar un manojo de llaves que creen puede abrir la bomba, Judy Rose, Tom y Ben proceden con el plan que habían diseñado. Sin embargo, todo se sale de control cuando Ben cae de la camioneta y los personajes descubren que las llaves no son las que necesitan para abrir la cerradura. Tom dispara su escopeta para abrir la cerradura, pero esto provoca una fuga de gasolina que crea una explosión que lo mata a él y a Judy Rose.
Ben logra regresar a la casa, pero descubre que Harry le había quitado su arma a Barbara. Mientras esto sucede, Sarah se convierte en una zombi debido a la mordedura que recibió y mata a su madre. Cuando la niña llega donde están el resto de los personajes, se produce un enfrentamiento entre su padre, que intenta protegerla, y Ben y Barbara, que la ven como una amenaza. Tanto Ben como Harry resultan heridos, y Barbara le dispara a Sarah. Harry escapa al ático, mientras que Ben entra al sótano, donde le dispara a Helen que se había convertido en zombi, malherido, se sienta cerca de un banco de trabajo donde se dispone a fumar y mediante un radio portátil que había escucha reportes sobre las criaturas, al voltear, encuentra las llaves de la estación de gasolina hecho que lo hace reír de forma histérica hasta que la pantalla se torna negra. Barbara, por su parte, se va de la casa en busca de ayuda y encuentra a un grupo de cazadores. Cuando regresa a la granja al día siguiente, encuentra a Ben convertido en zombi, a quien disparan los cazadores. Harry también sale de su escondite y, pese a estar vivo, Barbara lo mata a modo de venganza por lo que había hecho. La película termina con la protagonista viendo cómo los cadáveres son quemados en una hoguera.

## Reparto
- Tony Todd como Ben.
- Patricia Tallman como Bárbara.
- Tom Towles como Harry Cooper.
- McKee Anderson como Helen Cooper.
- Heather Mazur como Sarah Cooper.
- William Butler como Tom Landry.
- Katie Finneran como Judy Rose Larson.
- Bill Moseley como Johnnie.
- Walter Berry como Mr. McGruder.

Patricia Tallman obtuvo el papel de Barbara luego de enviar un video de prueba a las personas que estaban a cargo del reparto de la película. Según Tallman, se interesó en el papel cuando supo que George Romero había modificado el guion original para cambiar la personalidad del personaje:

No me podía identificar con la antigua Barbara, pero realmente entendí a la nueva.

El otro protagonista de la película, Ben, estuvo a cargo del actor Tony Todd. Todd había visto la película original y le llamó la atención que el protagonista fuese de raza negra, por lo que le solicitó a Tom Savini que lo considerara para el papel.

## Producción
Tom Savini había trabajado como encargado de maquillaje y efectos especiales en varias películas de George A. Romero, incluyendo Dawn of the Dead (1978), Creepshow (1982) y Day of the Dead (1985). La película se basó en el guion de la cinta original de 1968, el cual había sido escrito por Romero y John A. Russo. Romero participó como guionista en esta nueva versión, cambiando algunos aspectos de la historia original, principalmente la actitud de Barbara, que pasó a ser más independiente y fuerte. El cambio, según Romero, fue realizado con el objetivo de remediar la primera versión del personaje. Romero además participó como productor ejecutivo de la cinta. Sin embargo, no estuvo involucrado en el rodaje propiamente tal.
Si bien Savini había dirigido algunos capítulos de la serie de televisión Tales from the Darkside, esta fue la primera película en la que participó como director. Según el director, el resultado final correspondió a un 20 o 30 % de lo que tenía planeado debido a problemas de financiamiento y de clasificación. Savini además tuvo diferencias creativas con algunas personas relacionadas con el proyecto. La difícil experiencia llegó incluso a debilitar la amistad que existía entre Romero y Savini, la cual volvió a la normalidad años después. Una vez estrenada la película, Savini incluyó en su libro Grande Illusions II los guiones gráficos que había hecho, ya que «quería que el mundo supiera lo que tenía pensado hacer».
La película fue filmada en los alrededores de West Middletown (Pensilvania).

## Recepción
La noche de los muertos vivientes recibió comentarios diversos por parte de la crítica cinematográfica. La película posee un 66 % de comentarios «frescos» en el sitio web Rotten Tomatoes, basado en un total de 23 críticas. Roger Ebert del periódico Chicago Sun-Times escribió:

La nueva versión es tan parecida al original que no hay razón para ver los dos, a menos que quiera probarse a sí mismo que la fotografía en blanco y negro es sin duda más eficaz que el color en este material.

Owen Gleiberman de la revista Entertainment Weekly también criticó la idea de hacer una adaptación de la versión de 1968, y agregó:

[la película original] fue tomada por algunos como un comentario sobre la guerra de Vietnam; esta no se trata de algo más grande que el deseo de Romero de hacer dinero.

Sin embargo, con el pasar de los años, fue recibiendo comentarios más positivos. Almar Haflidason de la BBC sostuvo que la nueva versión tiene sus propios méritos y que uno de sus puntos positivos es la tensión que genera. Haflidason escribió además:

Algunos puristas no aprobarán esta nueva versión, pero no hay duda de que esta película de terror es mejor que la mayoría de las creadas en los años 90.

## Premios
| Premio         | Categoría                | Nominado(s)                   | Resultado |
| -------------- | ------------------------ | ----------------------------- | --------- |
| Premios Saturn | Mejor película de terror |                               | Nominada  |
| Premios Saturn | Mejor maquillaje         | John Vulich y Everett Burrell | Nominados |